# Costulostega vittata
Costulostega vittata är en mossdjursart som först beskrevs av William MacGillivray 1869.  Costulostega vittata ingår i släktet Costulostega och familjen Chorizoporidae. Inga underarter finns listade i Catalogue of Life.